# Nouakchott
Nouakchott (arabisk: نواكشوط eller انواكشوط) er hovedstad og den største by i Mauretanien. Mauretanien var en del af den franske koloni Fransk Vestafrika og havde ingen selvstændig hovedstad, den lå i Senegal. Nouakchott var et lille fiskersamfund frem til 1957, hvor det blev besluttet at Nouakchott skulle være hovedstad for Mauretanien, der blev selvstændigt i 1960. Staden administrerer et hovedstadsdistrikt på samme niveau som landets regioner med en beregnet befolkning på over 800.000 mennesker i 2008.. 
Der ligger en international flyveplads ved byen, som også har en mellemstor havn.

## Administrativ inddeling
Distriktet og byen består af ni departementer eller moughataas (indbyggertal år 2000 i parentes):
- Arafat (102.169)
- Dar Naïm (61.089)
- El Mina (95.011)
- Ksar (43.531)
- Riyadh (42.413)
- Sebkha (63.474)
- Tevragh-Zeina (48.093)
- Téyarett (46.351)
- Toujounine (56.064)

| Vejr for Nouakchott, Mauretanien         | Vejr for Nouakchott, Mauretanien | Vejr for Nouakchott, Mauretanien | Vejr for Nouakchott, Mauretanien | Vejr for Nouakchott, Mauretanien | Vejr for Nouakchott, Mauretanien | Vejr for Nouakchott, Mauretanien | Vejr for Nouakchott, Mauretanien | Vejr for Nouakchott, Mauretanien | Vejr for Nouakchott, Mauretanien | Vejr for Nouakchott, Mauretanien | Vejr for Nouakchott, Mauretanien | Vejr for Nouakchott, Mauretanien | Vejr for Nouakchott, Mauretanien |
|                                          | Jan                              | Feb                              | Mar                              | Apr                              | Maj                              | Jun                              | Jul                              | Aug                              | Sep                              | Okt                              | Nov                              | Dec                              | År                               |
| ---------------------------------------- | -------------------------------- | -------------------------------- | -------------------------------- | -------------------------------- | -------------------------------- | -------------------------------- | -------------------------------- | -------------------------------- | -------------------------------- | -------------------------------- | -------------------------------- | -------------------------------- | -------------------------------- |
| Gennemsnitlig maks °C                    | 29,1                             | 30,6                             | 31,6                             | 32,6                             | 33,4                             | 34,6                             | 31,3                             | 32,4                             | 34,9                             | 36,4                             | 33,1                             | 29,1                             | 32,43                            |
| Gennemsnitlig °C                         | 21,4                             | 22,7                             | 23,9                             | 25                               | 26,2                             | 28                               | 27,1                             | 28,3                             | 29,7                             | 29,2                             | 25,7                             | 22                               | 25,77                            |
| Gennemsnitlig min °C                     | 13,7                             | 14,8                             | 16,3                             | 17,5                             | 19,1                             | 21,4                             | 22,9                             | 24,2                             | 24,5                             | 22,1                             | 18,5                             | 15                               | 19,15                            |
| Gennemsnitlig nedbør mm                  | 1                                | 1                                | 1                                | 0                                | 0                                | 1                                | 12                               | 36                               | 31                               | 7                                | 1                                | 2                                | 94                               |
| Kilde (2016): Climate-Data.org (engelsk) |                                  |                                  |                                  |                                  |                                  |                                  |                                  |                                  |                                  |                                  |                                  |                                  |                                  |

## Eksterne kilder og henvisninger
1. ↑  www.ons.mr (fra Wikidata).
2. ↑  "Nouakchott Travel Guide". Arkiveret fra originalen 19. juni 2017. Hentet 24. august 2012.
3. ↑  "Climate: Nouakchott - Climate graph, Temperature graph, Climate table". Climate-Data.org. Hentet 27. august 2013.

- Wikimedia Commons har flere filer relateret til Nouakchott